# Бурк, Дермот Роберт, 7-й граф Мейо
Дермот Роберт Уиндем Бурк, 7-й граф Мейо (англ. Dermot Robert Wyndham Bourke, 7th Earl of Mayo; 2 июля 1851 — 31 декабря 1927) — англо-ирландский пэр и политик. Он носил титул учтивости — лорд Нейс с 1867 по 1872 год. Ирландский пэр-представитель в Палате лордов (1890—1921), сенатор Южной Ирландии (1921—1922) и сенатор Ирландии (1922—1927).

## Происхождение и образование
Родился 2 июля 1851 года. Старший сын Ричарда Бурка, 6-го графа Мейо (1822—1872), и достопочтенной Бланш Джулии Уиндем (1826—1918), дочери 1-го Джорджа Уиндема, 1-го барона Ликонфилда (1787—1869). Он получил образование в Итонском колледже.

## Карьера
8 февраля 1872 года после смерти своего отца Деморт Бурк унаследовал титулы 7-го графа Мейо в графстве Мейо (Пэрство Ирландии), 7-го виконта Мейо в графстве Мейо (Пэрство Ирландии) и 7-го барона Нейса из Нейса в графстве Килдэр (Пэрство Ирландии).
Офицер 10-го гусарского и гренадерского гвардейских полков. С 1890 по 1921 год Дермот Бурк был одним из ирландских пэров-представителей в Палате лордов Великобритании . В феврале 1905 года он стал кавалером Ордена Святого Патрика. Член Тайного совета Ирландии с 1905 года.
Один из четырех представителей помещиков во время Земельной конференции 1902 года. С 1921 по 1922 год — член Сената Южной Ирландии, а с 1922 по 1927 год — член Сената Ирландского свободного государства.
Ему принадлежало 7800 акров земли, в основном, в графствах Килдэр и Мит.

## Семья
3 ноября 1885 года лорд Мейо женился на Джеральдин Саре Понсонби (1863 — 29 ноября 1944), дочери достопочтенного Джеральда Генри Брабазона Понсонби и леди Мария Эмма Кэтрин Ковентри. У супругов не был детей.
Лорд Мейо скончался 31 декабря 1927 года в Лондоне в возрасте 76 лет. Ему наследовал дальний родственник, Уолтер Лонгли Бурк, 8-й граф Мейо (1859—1939), сын преподобного Джорджа Уингфилда Бурка (1829—1903) и внук четвертого сына 5-го графа Мейо.